# Pôle universitaire et technologique Lardy
 (mai 2008).
Si vous disposez d'ouvrages ou d'articles de référence ou si vous connaissez des sites web de qualité traitant du thème abordé ici, merci de compléter l'article en donnant les références utiles à sa vérifiabilité et en les liant à la section « Notes et références ».
Le Pôle universitaire de Vichy est un campus de 9 500 m2 situé à proximité du centre-ville de Vichy, regroupant des infrastructures permettant l'accueil de formations de l'Université Clermont-Auvergne, filières variées, allant du DUT au master en passant par la licence. 
Il appartient à la communauté d'agglomération Vichy Communauté.  
Il est dirigé par Caroline Da Conceiçao .

## Historique

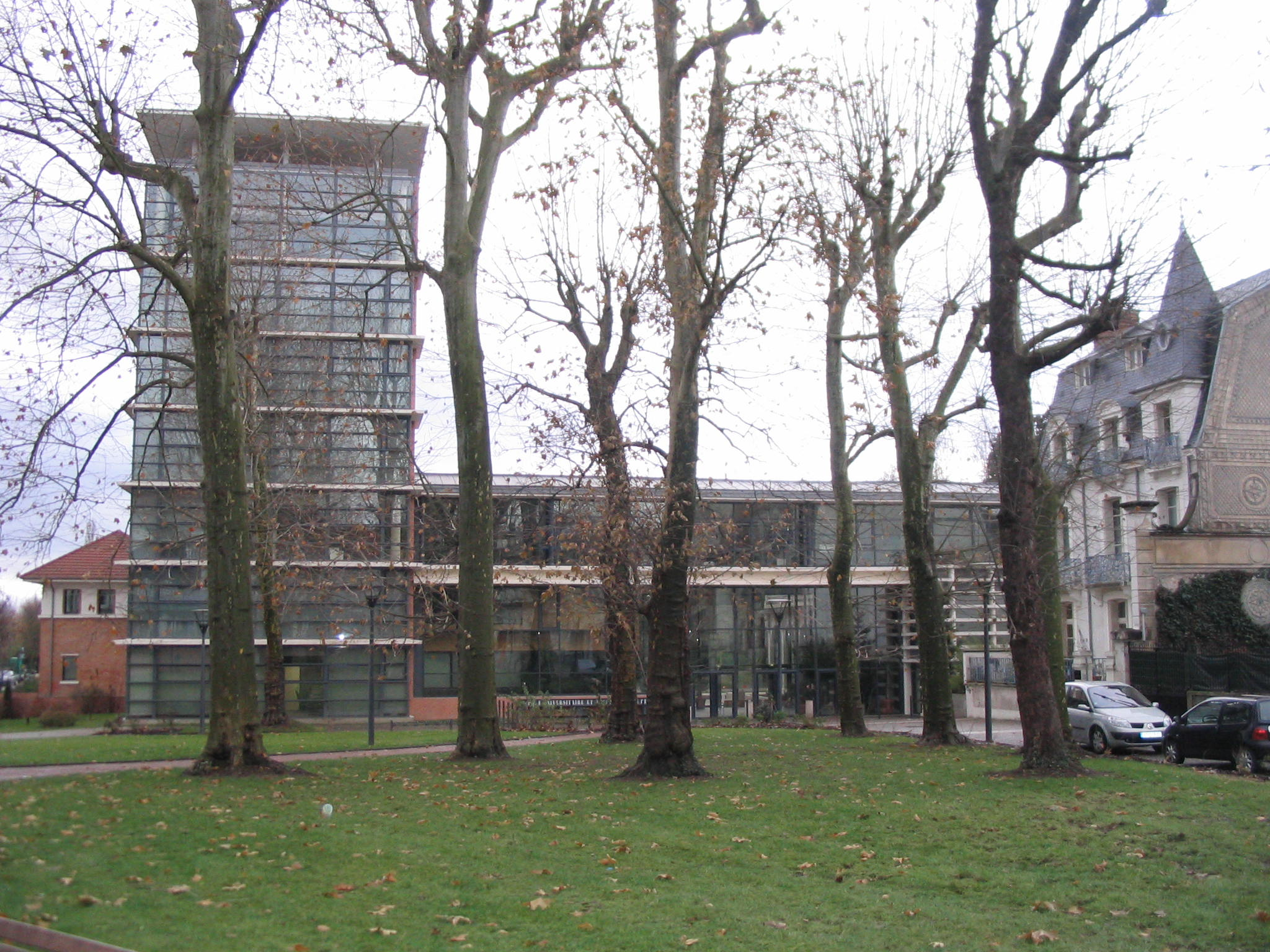
La tour et l'entrée principale, vues de l'est.

Le terrain était occupé entre 1937 et 1967 par des thermes. Les Bains Lardy furent inaugurés deux fois, le 19 juin 1937 par Camille Chautemps, ministre d'État, puis le 16 septembre de la même année par Marc Rucart, ministre de la Santé publique.
La Compagnie fermière ferme définitivement l'établissement en 1967.
Réalisé entre 1995 et 2000, le terrain a été réaménagé afin de proposer :
- une nouvelle organisation de formation favorisant les activités de recherche, de transfert technologique et de formations appliquées ;
- une médiathèque universitaire de qualité ;
- des bâtiments réaménagés pour offrir les meilleures conditions de travail aux enseignants-chercheurs, aux étudiants et aux stagiaires ;
- une maison de l'étudiant comprenant cafétéria, des logements, des salles de réunions, des installations de soins médicaux et psychologiques, des antennes du CROUS, etc.

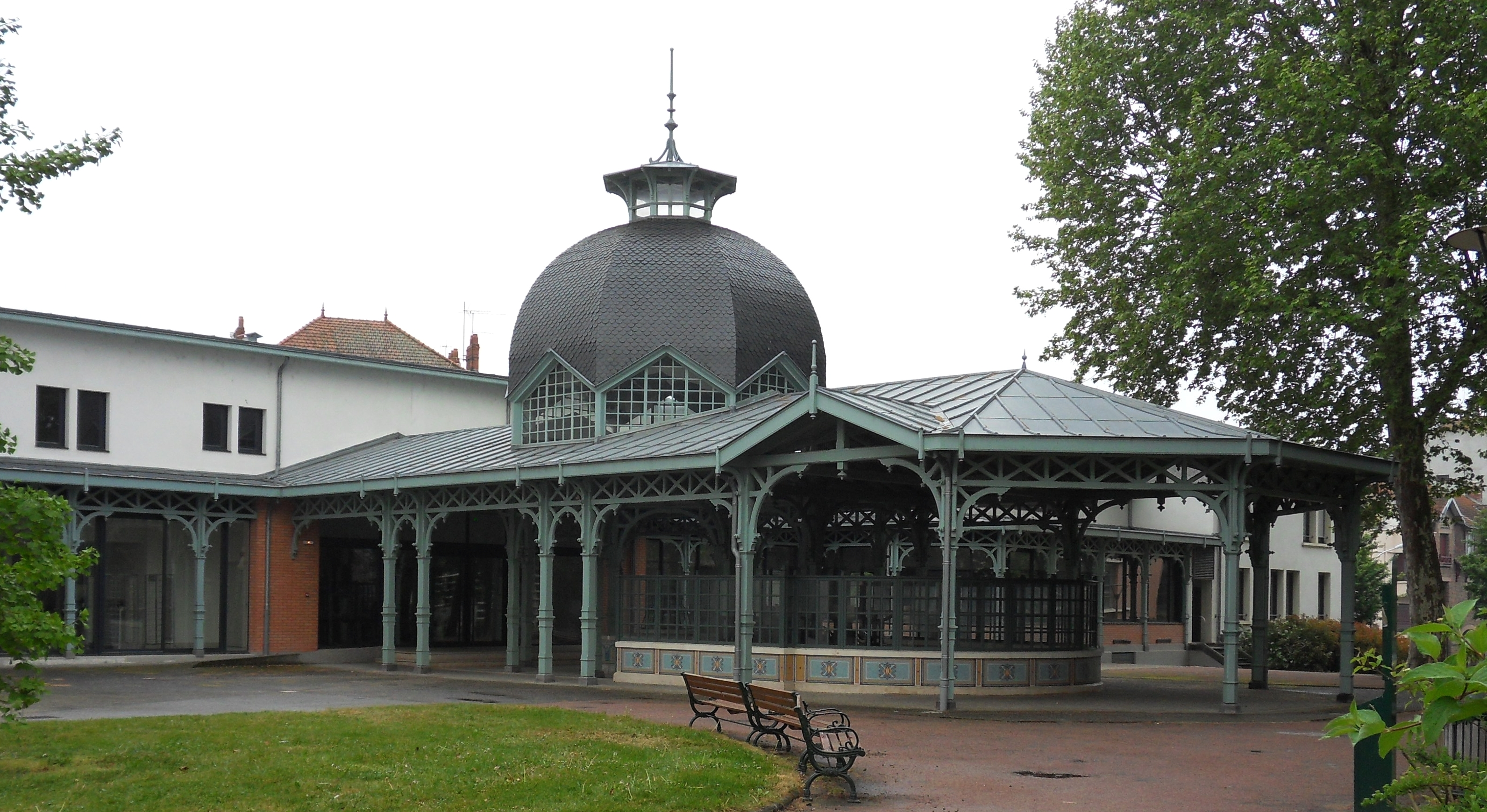
Ancienne source Lardy, le bâtiment derrière est désormais occupé en partie par la cafétéria

Une partie des anciens bâtiments a été conservée et réhabilitée comme l'Orangerie devenue la médiathèque. Le bâtiment qui abritait la source publique est inscrit aux Monuments historiques.
Le pôle Lardy se compose de six parties distinctes :
- la tour (comprenant les services de gestion du Pôle et les dix salles informatiques) ;
- le cœur ou hall (comprenant l'accueil et les activités périodiques de type exposition, etc.) ;
- les ailes (comprenant l'Orangerie avec la médiathèque et les amphithéâtres dont un de 135 places, et l'aile avec les six salles de cours, les laboratoires — dont sept de langues, deux salles de TP électroniques, un plateau TV et une salle de montage vidéo — et les bureaux) ;
- les gradins et escaliers du parc (comprenant les jardins autour de l'aile et l'accès au parc des Célestins) ;
- la cour de l'Orangerie (comprenant un petit parc à l'entrée des bâtiments et une ouverture sur l'avenue des Célestins) ;
- les atriums (comprenant les espaces détente du Pôle, avec exposition au soleil garantie).

En 2016, le pôle compte près de 900 étudiants, dont 300 en première année commune aux études de santé (PACES).

## Composantes et formations
Le pôle propose plusieurs formations portées par l'Université Clermont Auvergne (UCA)
Il assure les formations suivantes
- quatre formations en licence professionnelle :
  - technico-commercial parcours communication et multimédia,
  - journalisme de proximité,
  - techniques et activités de l'image et du son,
  - développement, production et ingénierie pharmaceutique ;
- une formation en master :
  - stratégies internet et pilotage de projets (2e année);
- deux formations en BUT :
  - Métiers du multimédia et de l'internet (MMI),
  - Information et Communication Parcours Journalisme (ICJ);
- formations de type DU (diplômes universitaires) :
  - International Business with French,
- préparations aux concours : première année commune aux études de santé ;
- autres formations : L1 STAPS, CAVILAM - Alliance Française, IFSO (institut de formation supérieure en ostéopathie).

## Programme affiché
Les objectifs du Pôle sont de réunir sur un même site un ensemble de partenaires au service du développement socio-économique du bassin vichyssois et contribuant au développement de l'Auvergne, dans un lieu d'échanges et d'interactivité entre acteurs de la vie socio-économique locale et ceux de la formation et de la recherche, en s'appuyant sur les atouts existants : environnement et patrimoine locaux, notoriété de la ville, thermalisme, grands équipements culturels et sportifs, etc. et ceci, pour favoriser l'émergence de nouveaux axes de développement innovants.
Son programme se réclame de trois mots clés :
- Innovation : offres de formations innovantes en termes de contenus et de pédagogie, grâce à l'utilisation des Technologies de l'information et de la communication, à l'auto-formation et la formation à distance, en étroite synergie avec la recherche appliquée dans les secteurs de compétences visés
- Qualité : fonctionnement du site selon un système qualité pour l'ensemble de ses activités constituant un référentiel commun aux différents partenaires
- Partenariats : associations sur le site, aux côtés de la Communauté d'Agglomération, de plusieurs partenaires universitaires, organismes de formation, mais aussi volonté d'ouverture vers l'environnement socio-économique, entreprises, Chambre de commerce et d'industrie, Vichy-Développement...

### Site officiel
1. ↑  « Fonctionnement, organigramme et contacts » (consulté le 10 mars 2019).
2. 1 2  « Historique du Pôle Universitaire » (consulté le 24 septembre 2016).
3. ↑  « Les universités » (consulté le 24 septembre 2016).
4. ↑  « Formations » (consulté le 24 septembre 2016).

### Autres sources
1. ↑  « La rentrée 2016 au Pôle universitaire de Vichy », Communauté d'agglomération de Vichy Val d'Allier, 1er septembre 2016 (consulté le 24 septembre 2016).